# Lomaptera fluminensis
Lomaptera fluminensis är en skalbaggsart som beskrevs av Paul Norbert Schürhoff 1935. Lomaptera fluminensis ingår i släktet Lomaptera och familjen Cetoniidae. Inga underarter finns listade i Catalogue of Life.